# Puya glandulosa
Puya glandulosa är en gräsväxtart som beskrevs av Lyman Bradford Smith. Puya glandulosa ingår i släktet Puya och familjen Bromeliaceae. Inga underarter finns listade i Catalogue of Life.